# Asteropeiaceae
Asteropeiaceae is een botanische naam, voor een familie van tweezaadlobbige planten. Een familie onder deze naam wordt pas de laatste de tijd erkend door systemen voor plantentaxonomie, waaronder het APG-systeem (1998) en het APG II-systeem (2003). De traditionele plaatsing van de betreffende planten is in de familie Theaceae.
Het gaat om een kleine familie van houtige planten die voorkomen op Madagaskar.